# پیشگیری شیمیایی
پیشگیری شیمیایی یا پیشگیری دارویی (انگلیسی: Chemoprophylaxis) مصرف یک ترکیب شیمیایی برای جلوگیری از ابتلا به یک بیماری است.
مصرف پادزیست‌ها برای پیشگیری از ابتلا به عفونت‌های باکتریایی در زمان اختلال دستگاه ایمنی، نمونه‌ای از این نوع پیشگیری است. همچنین پیشگیری شیمیایی با مصرف پادزیست‌ها در پیشگیری از ابتلا به بیماری در همه‌گیری‌ها ممکن است صورت بپذیرد.
در بیماری سل نیز پیشگیری شیمیایی بسیار مؤثر می‌افتد.
عوامل محدود کننده پیشگیری شیمیایی، عوارض جانبی و هزینه‌های اقتصادی هستند.